# Aphaenogaster gibbosa
Aphaenogaster gibbosa é uma espécie de inseto do gênero Aphaenogaster, pertencente à família Formicidae.